# Flávia de Lima
Flávia de Lima, född 1 juli 1993, är en friidrottare från Brasilien. Hon deltog vid olympiska sommarspelen 2016.